# Hohenrain
Hohenrain (toponimo tedesco) è un comune svizzero di 2 435 abitanti del Canton Lucerna, nel distretto di Hochdorf.

## Geografia fisica
Il territorio del comune di Hohenrain si estende sul pendio occidentale delle alture del Lindenberg e si affaccia sul lago di Baldegg.

## Storia
Il 1º gennaio 2007 Hohenrain ha inglobato il comune soppresso di Lieli.

## Monumenti e luoghi d'interesse
- Commenda gerosolimitana, fondata nel XII secolo, con chiesa (ex parrocchiale cattolica) di San Giovanni Battista ricostruita nel 1694, cinta muraria e torre[3][5];
- Chiesa parrocchiale cattolica, eretta nel 1963-1965[3];
- Cappella di San Giovanni in località Ottenhusen[3].
- Cappella di Santa Maria della neve in località Ibenmoos.

## Società

### Evoluzione demografica
L'evoluzione demografica è riportata nella seguente tabella:
Abitanti censiti

## Geografia antropica

### Frazioni
Le frazioni di Hohenrain sono:
- Ferren
- Günikon
- Höchi
- Ibenmoos
- Kleinwangen[7]
- Lieli[8]
- Oberebersol
- Ottenhusen
- Unterebersol

## Economia
L'economia locale si basa prevalentemente sul settore primario.